# Márianosztrai Fegyház és Börtön
A Márianosztrai Fegyház és Börtön egy büntetés-végrehajtási intézet a Pest vármegyei Márianosztra községben. Létesítményei a belterület északi szélén helyezkednek el, közúti elérését a falu főutcájának számító 12 108-as útból (Szobi út) kiágazó 12 109-es út (Kossuth Lajos utca, majd Miklós utca, Rákóczi utca, végül Nagy Lajos király tér) biztosítja.
Költségvetési szerv, jogi személy. Alaptevékenysége a külön kijelölés által meghatározott körben az előzetes letartóztatással, a felnőtt korú férfi elítéltek fegyház és börtön fokozatú szabadságvesztésével összefüggő büntetés-végrehajtási feladatok ellátása. Felügyeleti szerve a Belügyminisztérium, szakfelügyeletet ellátó szerve a Büntetés-végrehajtás Országos Parancsnoksága.

## Története
- Az intézet legrégebbi részének helyt adó pálos rendi kolostorépületet 1352-ben, I. Lajos király alatt emelték. Miután II. József király a rendet feloszlatta, az épület állami tulajdonba került.
- Az 1848–49-es forradalom és szabadságharc leverését követően megnövekedett bűnözés miatt az osztrák kormányzat a régi kolostorépület átalakításával alakíttatott ki országos börtönt, női fogvatartottak számára. Az átépítésre 1857-ben került sor.
- Alapító okirata szerint 1858-ban létesült. A büntetés-végrehajtási feladatokat a Szent Vince rendi apácák látták el. A nővérek bérbe kapták az intézet működtetését, és zárdaszerű fegyintézetet szerveztek meg.
- Az első világháború alatt a kémkedés miatt elítéltek és a fiatalkorúak fogvatartására jelölték ki.
- 1939-től politikai elítélteket helyeztek el az intézetben.
- 1944 júniusában a magyar hatóságok közreműködésével 200 fő zsidó származásúnak minősülő fogvatartottat deportáltak német haláltáborokba.
- A második világháború alatt az intézet a frontvonalba került. A harcok és az azt követő zavaros állapotok során az objektum és a hozzá tartozó gazdasági épületek súlyos sérülést szenvedtek.
- A helyreállítást követően 1948-ban szigorított dologházat és fogházat rendeztek be az épületekben.
- 1950 májusában a fegyház működtetését az ÁVH vette át. A női elítélteket a Sátoraljaújhelyi Bírósági Börtönbe és a Kalocsai Fegyház és Börtönbe szállították át. Ismét a politikai elítéltek fogva tartására jelölték ki. A 900 fő fogva tartására szolgáló komplexumban 2000 fő körüli rablétszám állandósult.
- 1956-ban békés körülmények között került sor a fogvatartottak szabadítására, az épületben mindössze 55 köztörvényes elítélt maradt.
- Az 1956-os forradalom után a politikai okból elítéltek egyik legnagyobb fogva tartó intézete volt az országban.
- Az 1961-es „kis amnesztia” után a politikai elítélteket Budapestre szállították, ekkortól a köztörvényes elítéltek mellé ide kerültek azok is, akiket a bíróság kényszergyógyításra ítélt.
- 1991-ben a pálos rend visszakapta az objektum nem büntetés-végrehajtásra szolgáló részét.

A fogvatartotti munkáltatás kötélfonó- és labdavarró üzemben, illetve könyvkötő műhelyben kezdődött a Balassagyarmati börtön telephelyeként. 1976-ban létesült a Börzsöny Vegyesipari Vállalat. 1979-ben üzemcsarnok és kazánház épült. 
Az elítéltek foglalkoztatását jelenleg az intézet mellett működő Nostra Vegyesipari Kft. szolgálja.
A Márianosztrai Fegyház és Börtönben sok híres és hirhedt személyiség raboskodott.

## Külső hivatkozások
- Hivatalos honlap
- bv.gov.hu/marianosztra-muzeum-es-rabtemeto